# Schönleinstrasse (Berlins tunnelbana)
Schönleinstrasse är en tunnelbanestation i Berlins tunnelbana för linje U8 som fått sitt namn efter gatan Schönleinstrasse som i sin tur fått sitt namn från Johann Lukas Schönlein.
1951-1992 var stationsnamnet Kottbusser Damm, efter gatan Kottbusser Damm som stationen är belägen under.
Stationen ritades av Alfred Grenander och invigdes 1927. Den har bevarats i näst intill oförändrat skick sedan dess men planeras genomgå en större ombyggnad för handikappanpassning under början av 2020-talet.

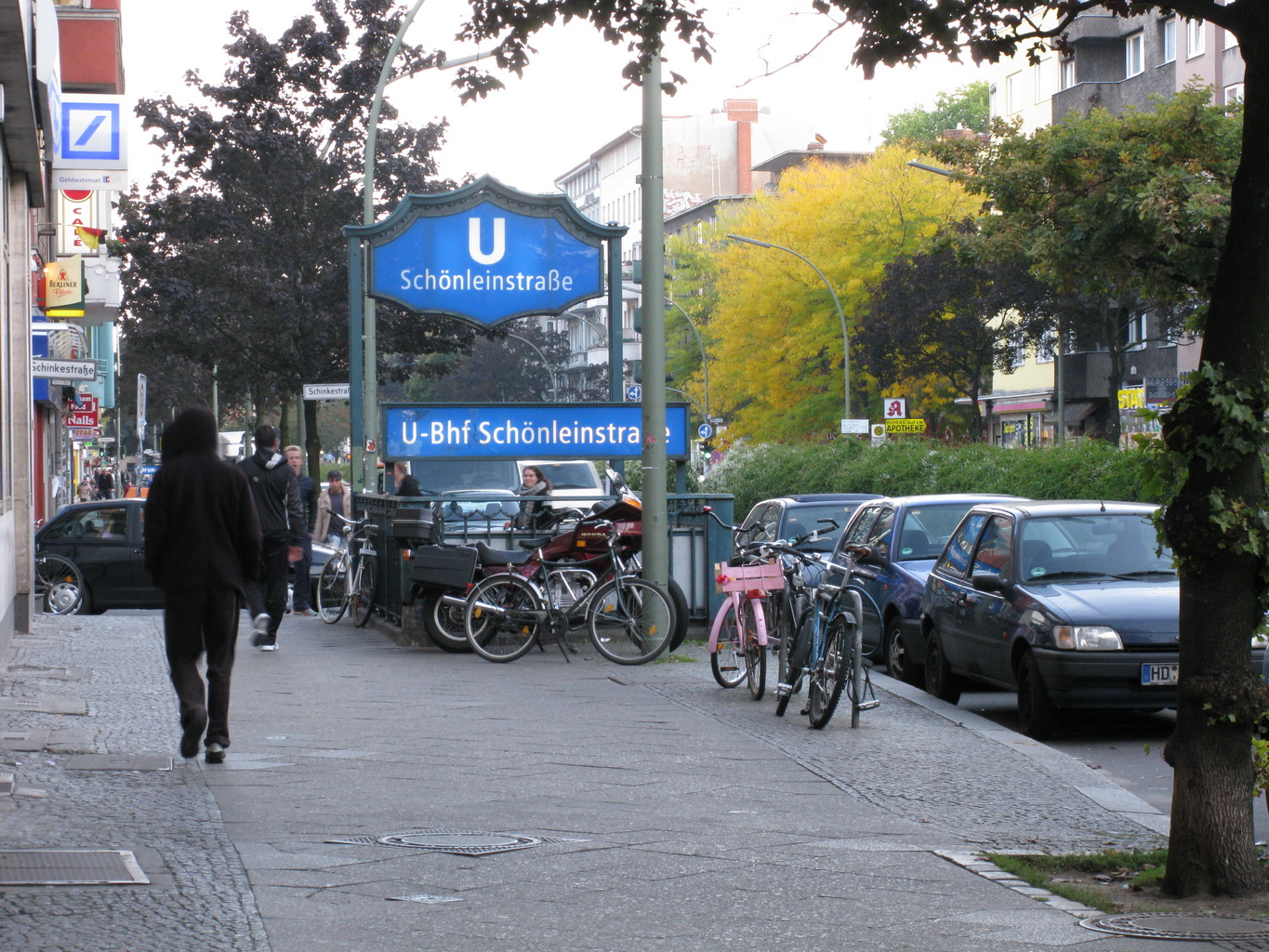
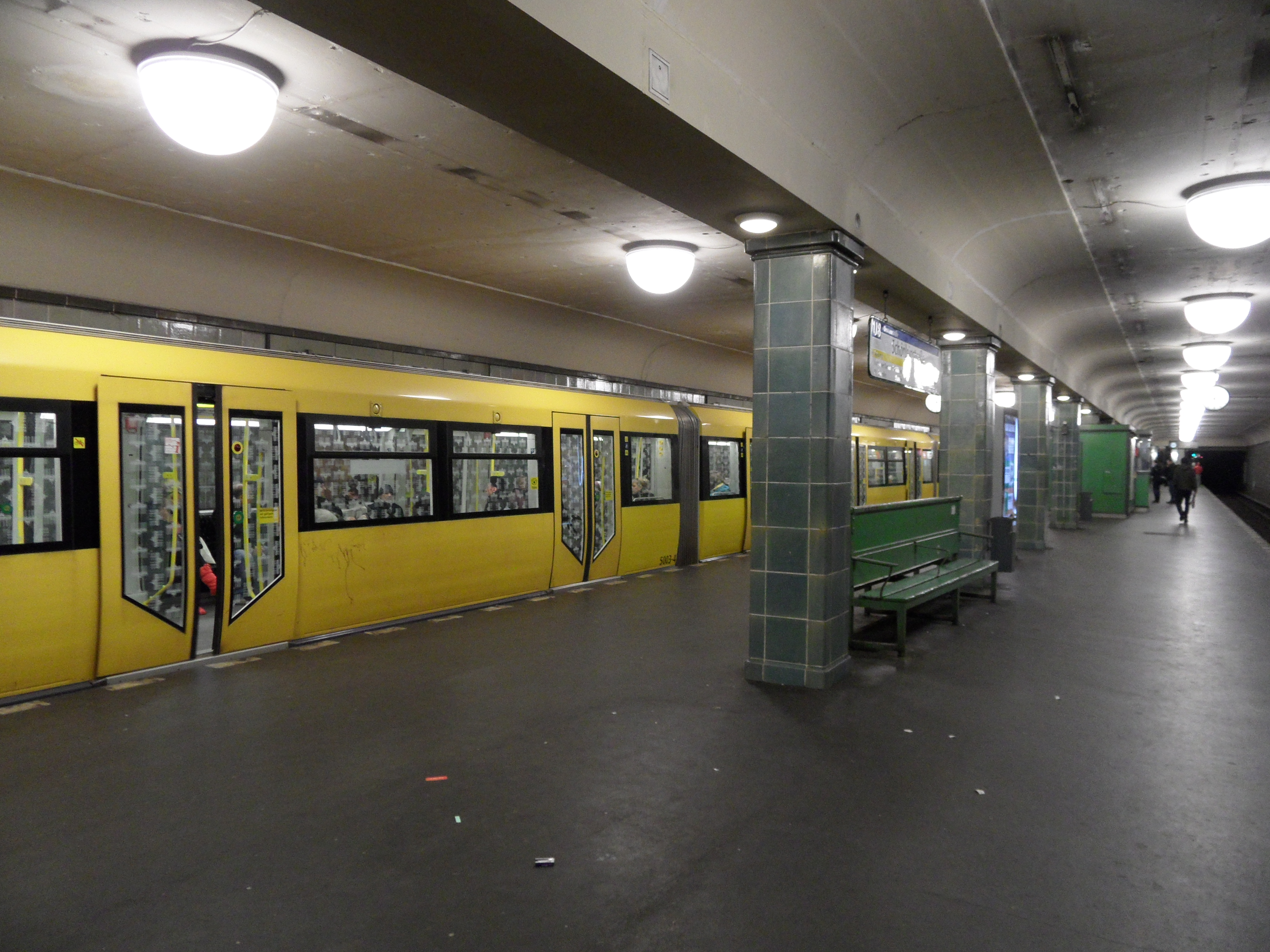
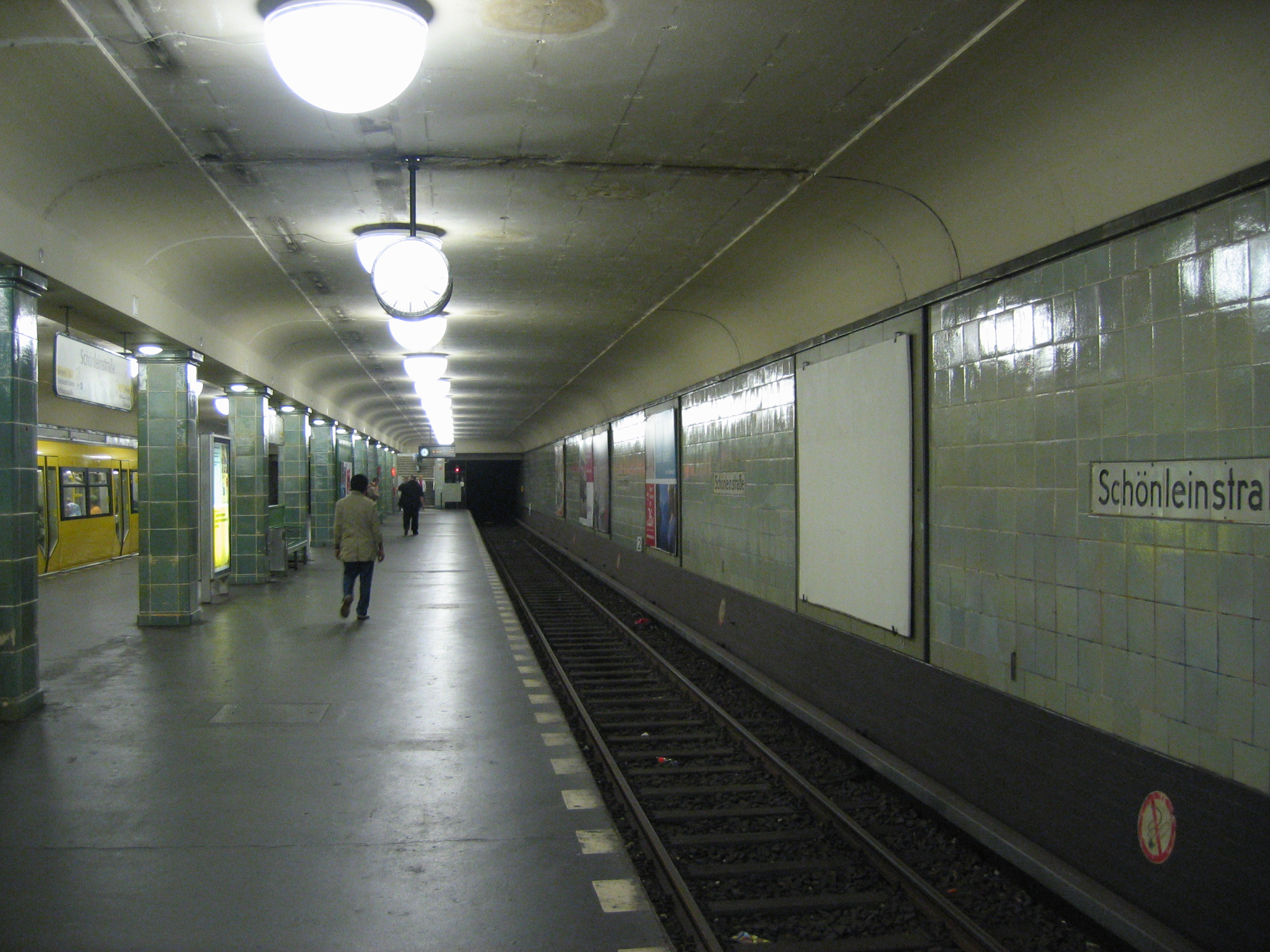

[uppföljning saknas]